# Some Time in New York City
Some Time in New York City — двойной альбом Джона Леннона, записанный совместно с Йоко Оно и вышедший в 1972 году. Студийная запись нового материала в паре с записью концертного выступления Live Jam составляют третий альбом в дискографии самого Леннона, после ухода из Beatles, и пятый — записанный с Йоко Оно. Продюсером альбома выступил Филл Спектор, который до этого сотрудничал с певцом в записи двух его сольных пластинок. Альбом стал коммерческой неудачей и не снискал высоких оценок критики, по сравнению с предыдущими альбомами — John Lennon/Plastic Ono Band и Imagine.

## Об альбоме
Композиция «Attica State» посвящена жестокому подавлению полицией бунта в тюрьме строгого режима «Аттика» в 1971 году. По иронии судьбы, именно в этой тюрьме с 1981 по 2012 годы отбывал пожизненный срок Марк Дэвид Чепмен, убийца Джона Леннона.

## Список композиций

### Диск 1 (студийный)
1. «Woman Is the Nigger of the World» / Женщина — рабыня в этом мире (Джон Леннон/Йоко Оно) — 5:15
2. «Sisters O Sisters» / Сёстры, о, сёстры (Йоко Оно) — 3:46
3. «Attica State» / Государство Аттика (Джон Леннон/Йоко Оно) — 2:54
4. «Born in a Prison» / Рождённые в неволе (Йоко Оно) — 4:03
5. «New York City» / Нью-Йорк (Джон Леннон) — 4:30
6. «Sunday Bloody Sunday» / Кровавое воскресенье (Джон Леннон/Йоко Оно) — 5:00
7. «The Luck of the Irish» / Судьба ирландцев (Джон Леннон/Йоко Оно) — 2:56
8. «John Sinclair» / Джон Синклер (Джон Леннон) — 3:28
9. «Angela» / Анджела (Джон Леннон/Йоко Оно) — 4:06
10. «We’re All Water» / Мы все — вода (Йоко Оно) — 7:11

### Диск 2 (концертный)
1. «Cold Turkey» / Ломка (Джон Леннон) — 8:35
2. «Don’t Worry Kyoko» / Не волнуйся, Киоко (Йоко Оно) — 16:01
3. «Well (Baby Please Don’t Go)» / Ладно (Крошка, не уходи) (Уолтер Уорд) — 4:41
4. «Jamrag» (Джон Леннон/Йоко Оно) — 5:36
5. «Scumbag» / Подонок (Джон Леннон/Йоко Оно/Фрэнк Заппа) — 6:08
6. «Au» / Ау (Джон Леннон/Йоко Оно) — 6:23